# 吴文璟
吴文璟（1985年8月12日—，英文名William Wu），汉族，中國大陆歌手，畢業於南京艺术学院。2005年10月10日晚以106万短信票数获得中央电视台《梦想中国》全国总冠军，成为当年中国大陆三大选秀冠军之一，同年10月24日代表中国大陆参加香港TVB8举行的《TVB全球华人新秀歌唱大赛》最终获得8强和民族龙情大奖。

## 主要经历
- 1985年，出生于江苏省南京市一个普通工人家庭；
- 2003年，考入南京艺术学院音乐剧表演专业学习（2007年毕业）；
- 2005年，获得中央电视台《梦想中国》全国总冠军[1][2]，同年10月24日代表中国大陆参加香港TVB8举行的《TVB全球华人新秀歌唱大赛》最终获得8强和民族龙情大奖[3][4]；
- 2006年4月29日，签约EEG英皇娱乐唱片[5][6]，同年10月7日发行首张个人EP专辑《因为有你》。
- 2014年 参加东方卫视《中国梦之声》晋级全国65强。

## 梦想中国比赛票数
| 直播比赛日期   | 比赛主题   | 手机短信票数 |
| -------------- | ---------- | ------------ |
| 2005年10月2日  | 全国36进12 | 351313       |
| 2005年10月7日  | 全国12进9  | 421300       |
| 2005年10月8日  | 全国9进6   | 448791       |
| 2005年10月9日  | 全国6进3   | 474595       |
| 2005年10月10日 | 全国3进1   | 1064446      |

## 音乐作品

### 专辑/EP
| 專輯   | 專輯資料                                                                  | 曲目                                                                         |
| ------ | ------------------------------------------------------------------------- | ---------------------------------------------------------------------------- |
| 第一张 | 《因为有你》 - 发行公司：2006年10月7日 - 發行日期：英皇娱乐 - 曲目数量：6 | 曲目 1. 因为有你 2. 就在今天 3. 恭喜发财 4. 我可以爱你吗 5. 不小心 6. 爱定你 |

### 单曲
未收录在专辑里的单曲
| 發行日期   | 歌曲名稱                 | 备注                                   |
| ---------- | ------------------------ | -------------------------------------- |
| 2005年11月 | 《就在今天》             | 2005《梦想中国》主题曲                 |
| 2005年12月 | 《爱到永远》             | 张艺谋电影《千里走单骑》全球首映礼首唱 |
| 2006年4月  | 《梦想一起来》           | 2006《梦想中国》主题歌                 |
| 2006年5月  | 《今天我们不开车》       | 北京环保公益歌曲                       |
| 2006年9月  | 《主角就是你》(VS叶一茜) | 网络选秀比赛《超级Y客》主题曲          |

## 其他作品

### 剧集代表作
- 2015年《超霸花神》

- 2017年《白夜追凶》

- 2020年《重生 (網絡劇)》

- 2024年《白夜破曉》

### 主持节目
- 2006年5月 中央电视台《梦想中国》南京赛区外景主持人
- 2006年7月 北京卫视《生活秀》主持

### 广告代言
- 2005年12月 取代莫少聪成为 “大事利”皮鞋新任代言人
- 2006年3月 和蔡依林同时成为 “FSL”休闲鞋形象代言人
- 2006年3月 休闲服装品牌“尤琼斯”形象代言人
- 2006年3月 与徐帆成为“热唛”保暖内衣形象代言人
- 2006年3月 “飞亚达”羽绒服形象代言人
- 2006年4月 “纽曼MP3”产品形象代言人
- 2006年5月 北京环保公益广告大使代言人
- 2006年7月 中国最佳男士内衣品牌LOOKE SEE(鹭珂鸶)的代言人

### 杂志封面
- 2006年6月 《风采杂志》封面人物
- 2006年12月 《影视艺苑》封面人物
- 2007年7月 《风尚志》封面人物
- 2007年7月 《男人装》封面人物

## 演唱会
- 2005年11月1日 南京影视频道举办首个个人歌友会
- 2005年12月10日《梦想中国-纽曼唱响中国》全国巡演-柳州站
- 2005年12月20日《梦想中国-纽曼唱响中国》全国巡演-义务站
- 2006年10月7日《梦想中国-纽曼唱响中国》全国巡演-济南站
- 2006年10月22日《梦想中国-纽曼唱响中国》全国巡演-郑州站
- 2006年10月29日《梦想中国-纽曼唱响中国》全国巡演-杭州站
- 2006年11月5日《梦想中国-纽曼唱响中国》全国巡演-沈阳站
- 2006年12月3日《梦想中国-纽曼唱响中国》全国巡演-哈尔滨站
- 2006年12月10日《梦想中国-纽曼唱响中国》全国巡演-成都站
- 2006年12月17日《梦想中国-纽曼唱响中国》全国巡演-武汉站
- 2007年9月28日《梦想中国-纽曼唱响中国》全国巡演-常熟站
- 2007年11月23日《梦想中国-纽曼唱响中国》全国巡演-温州站